# Mirosława Melzacka
Mirosława Maria Melzacka (ur. 1933, zm. 9 marca 2017) – polska farmaceutka, docent w Instytucie Farmakologii PAN i doktor habilitowana.

## Życiorys
Rozprawę doktorską pt: N-acylowe pochodne niektórych barbiturowców obroniła w 1963 na Uniwersytecie Jagiellońskim. Była kierownikiem Zakładu Farmakokinetyki i Metabolizmu Leków, a także członkinią i sekretarką  Rady Naukowej Instytutu Farmakologii
Polskiej Akademii Nauk w Krakowie. Pracowała również w Zakładzie Chemii Organicznej Wydziału Farmaceutycznego Akademii Medycznej w Krakowie. Należała do członkostwa Polskiego Towarzystwa Farmakologicznego. Opublikowała wiele publikacji na temat farmakologii i chemii.

## Odznaczenia
- Srebrny Krzyż Zasługi[1]
- Złoty Krzyż Zasługi (2004)[5]
- Brązowy Krzyż Zasługi[1]